# 제임스 어윈

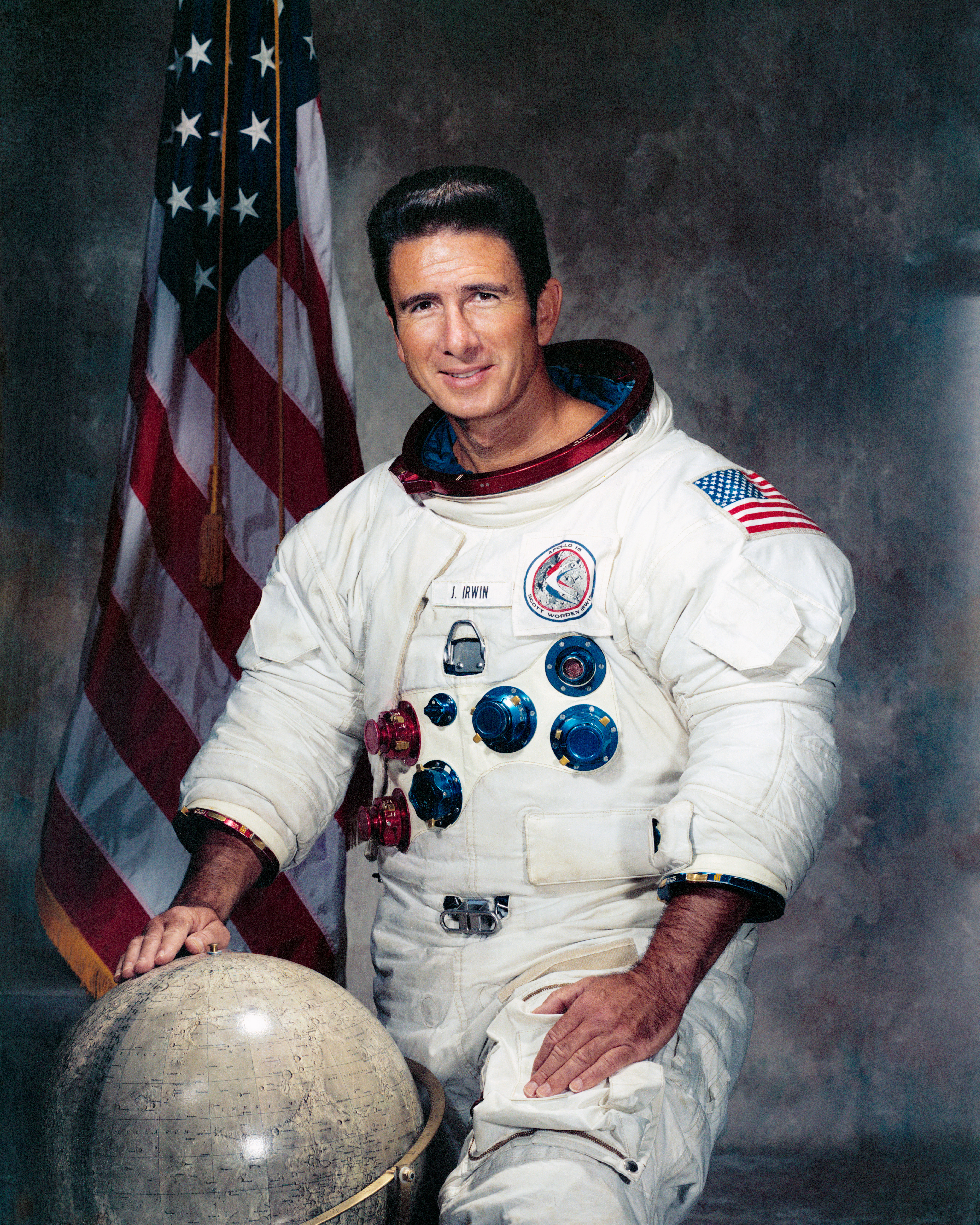
1971년 모습

제임스 어윈(James Irwin, 본명: 제임스 벤슨 어윈, James Benson Irwin, 1930년 3월 17일 – 1991년 8월 8일)은 미국의 우주 비행사, 항공 엔지니어, 테스트 파일럿 및 미국 공군 조종사였다. 그는 인류의 네 번째 달 착륙인 아폴로 15호의 달착륙선 조종사로 일했다. 그는 달에 발을 디딘 8번째 사람이자 우주 비행사 중 최초로 사망한 최연소 사람이었다. 과학과 종교의 적대시를 반대하였다. "과학은 신의 손이 어떻게 작동하고 있는가를 조금씩 발견해가는 과정이다."라고 말하였다.

## NASA 경력
어윈은 1966년 4월 NASA가 선발한 19명의 우주 비행사 중 한 명이었다. 그는 존 S. 불과 함께 루나 모듈 조종사로 LTA-8의 사령관으로 선정되었다. LTA-8은 휴스턴 우주 환경 시뮬레이션 연구소의 진공실에서 진행되는 아폴로 루나 모듈(Apollo Lunar Module)의 환경 자격 테스트이다. 그 후 그는 전체 아폴로 스택을 달까지 운반하는 첫 번째 임무이자 최초의 유인 달 착륙을 위한 시험 주행인 아폴로 10호의 우주 비행사 지원 승무원의 일원으로 일했다. 그 임무에 이어 어윈은 두 번째 달 착륙 임무인 아폴로 12호의 백업 루나 모듈 조종사로 근무했다.